# Laroxx
LaRoxx är en svensk musikgrupp med medlemmarna Tobias Kagelind, Frida Öhrn och Beata Harryson-Nordström. De deltog i Melodifestivalen 2004 med låten (Are U) Ready Or Not som kom på en femteplats i deltävlingen i Göteborg.
Gruppen hade dessförinnan medverkat som ett fast inslag i underhållningsprogrammet Bumtsibum på ZTV, som Kagelind var programledare för.